# Stadsmuseum Lier
Le Stadsmuseum Lier (en français : Musée de la Ville de Lierre) est un musée d'art situé dans la ville belge de Lierre.

## Historique
En 2014, la ville de Lierre décide de fusionner deux musées en un. C'est ainsi que le Stadsmuseum Lier est créé en septembre 2018 à partir du musée communal Wuyts-Van Campen & Baron Caroly (en néerlandais : Stedelijk Museum Wuyts-Van Campen en Baron Caroly), un musée général des beaux-arts, et du musée Timmermans-Opsomer, centré sur les personnages culturels importants de la ville de Lierre.

### Musée Wuyts-Van Campen & Baron Caroly (1892-2018)
Le nom du musée fait référence aux legs qui constituent la base de cette collection : un premier, en 1887, de l'amateur d'art anversois Jakob Jozef Wuyts (1798-1857), puis un second, en 1935, de Georges baron Caroly (1862-1935).
En 1892, le Musée Wuyts-Van Campen ouvre ses portes dans la Stadspeypelinckhuys en exposant 107 tableaux. Une deuxième salle est ajoutée en 1904-1905 d'après un projet de M. Van Ockelyen.
En 1928, le baron Georges Caroly octroie à la ville de Lier une somme d’argent destinée à ajouter une troisième salle au musée, puis fait don de peintures, de meubles et d’argenterie.
Entre juin 2011 et février 2018, le musée abrite une exposition semi-permanente intitulée Bruegelland, avec des œuvres des fils de Brueghel, montrant comment il a influencé d'autres peintres.
Le musée ferme ses portes en février 2018.

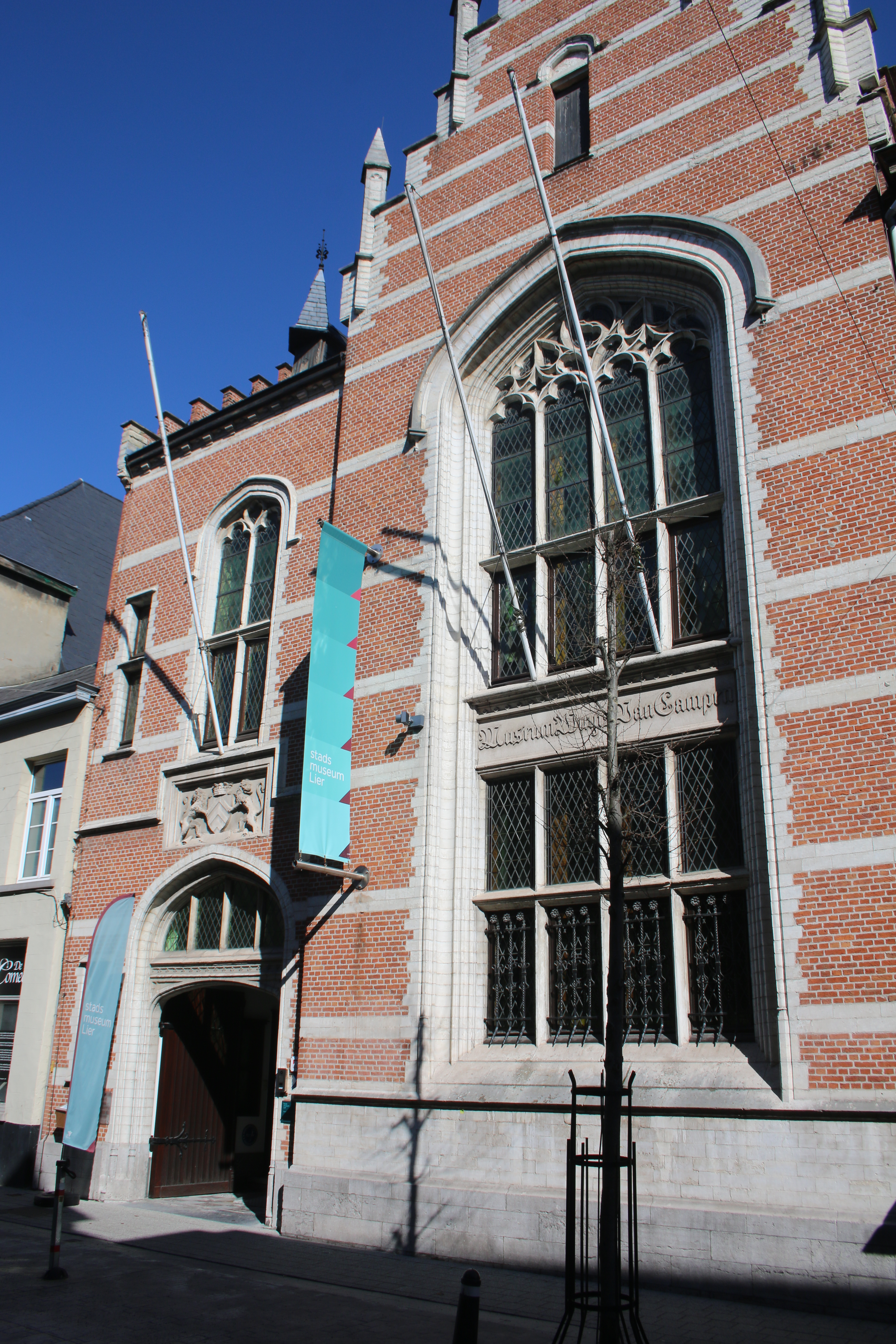
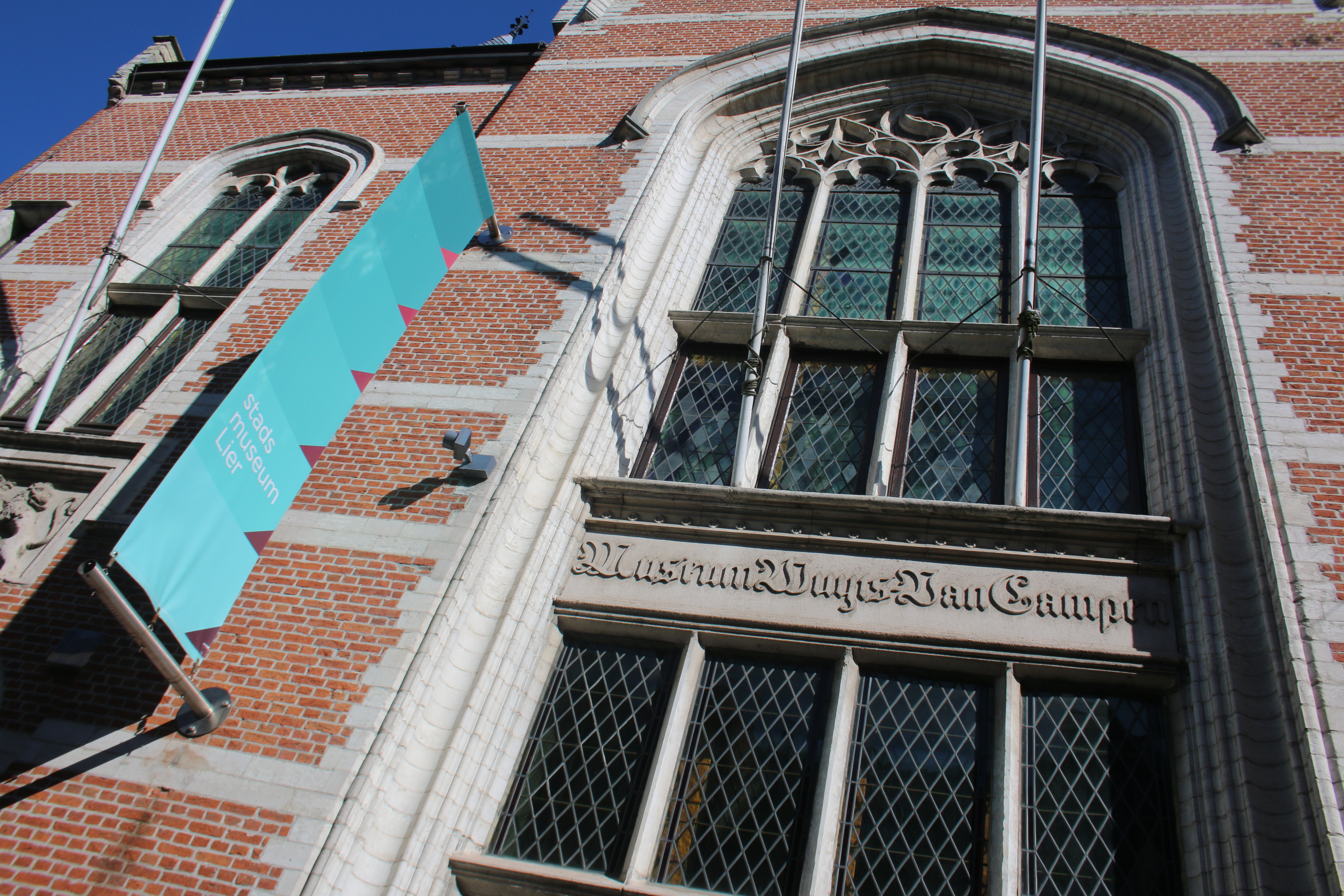
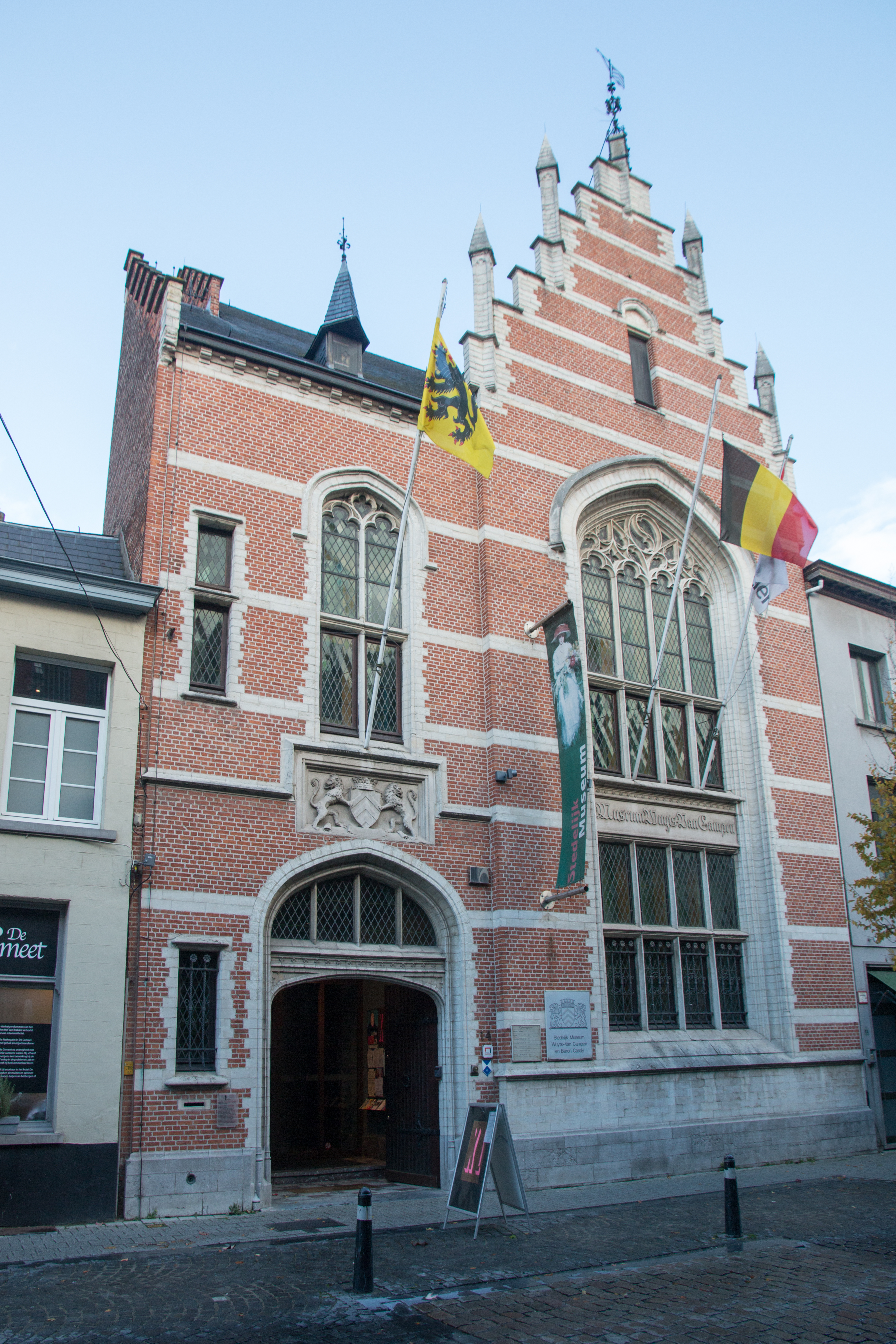

### Musée Timmermans-Opsomer (1968-2018)
Le musée Timmermans-Opsomer ouvre ses portes en 1968 dans la maison de campagne classique De Groote Hofstadt , aussi nommée Hof van Geetruyen, sur la Netelaan.
Cette maison devient la vitrine de personnages culturels importants de Lier. Les deux artistes principaux dont les œuvres sont exposées sont Felix Timmermans et Isidore Opsomer. Des peintures, des livres, des documents d’archives de Timmermans et une reconstitution de son bureau, ainsi que les œuvres d’art d’Opsomer et une partie de l’atelier y sont exposés. Plus tard, le ferronnier d’art Louis Van Boeckel (nl), l’écrivain Anton Bergmann et le compositeur Renaat Veremans (nl) y trouveront également leur place.
Lorsque le musée ferme ses portes en 2018, ses collections sont transférées au Stadsmuseum Lier, tandis que le bâtiment lui-même est d'abord mis en vente, avant que la ville ne se ravise.

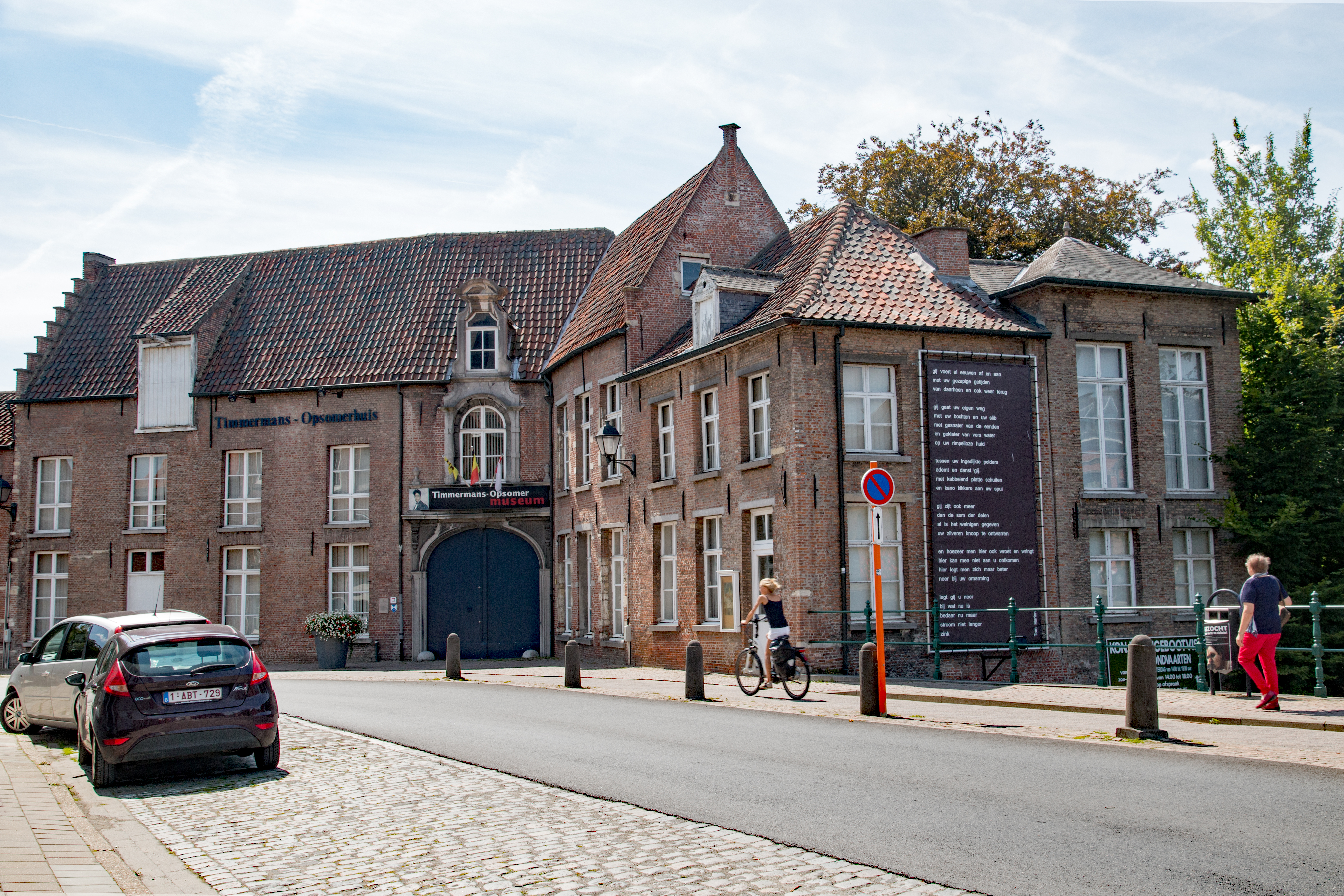
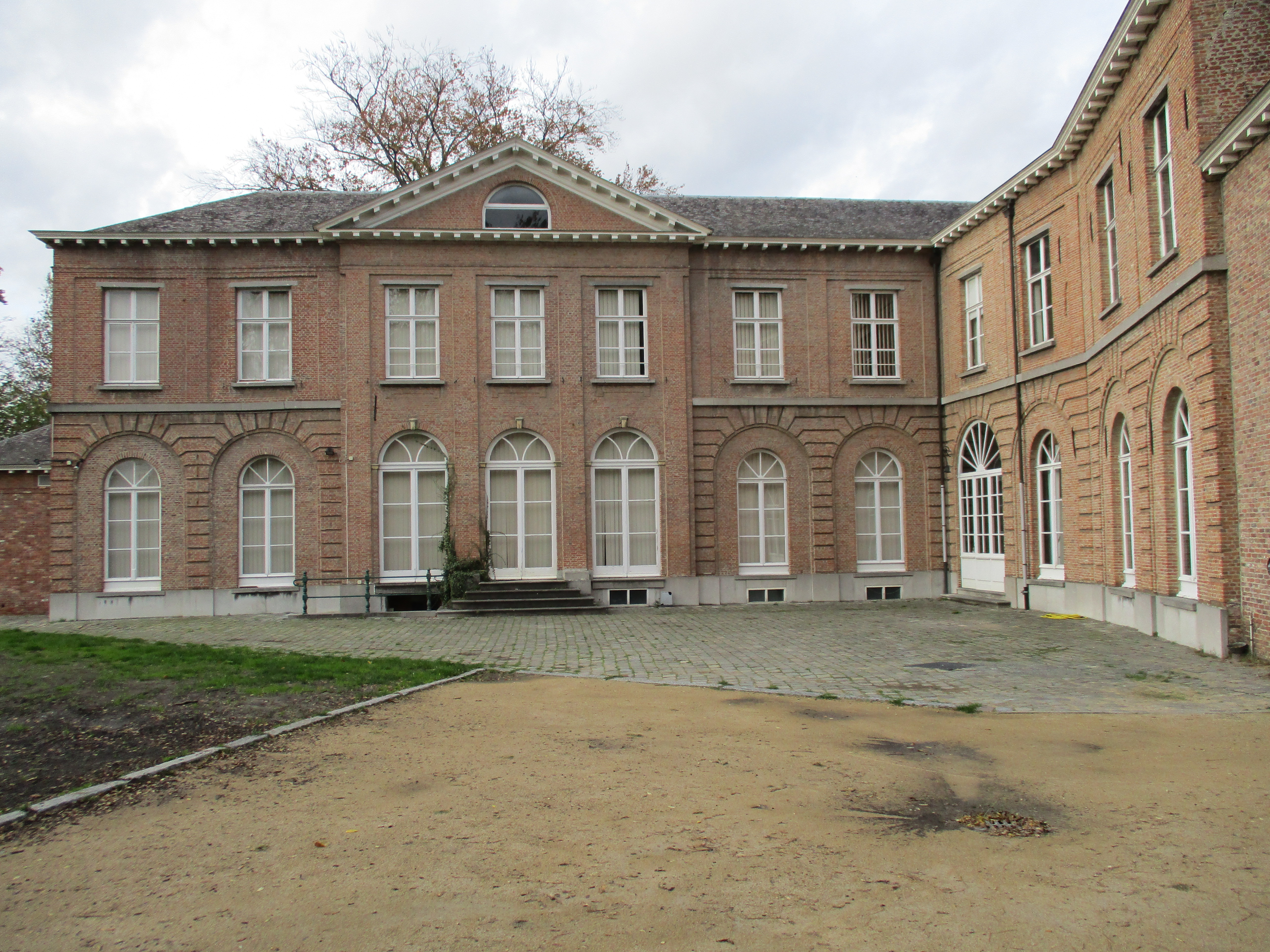

### Stadsmuseum Lier (2018-…)
Le Stadsmuseum Lier ouvre ses portes fin septembre 2018.

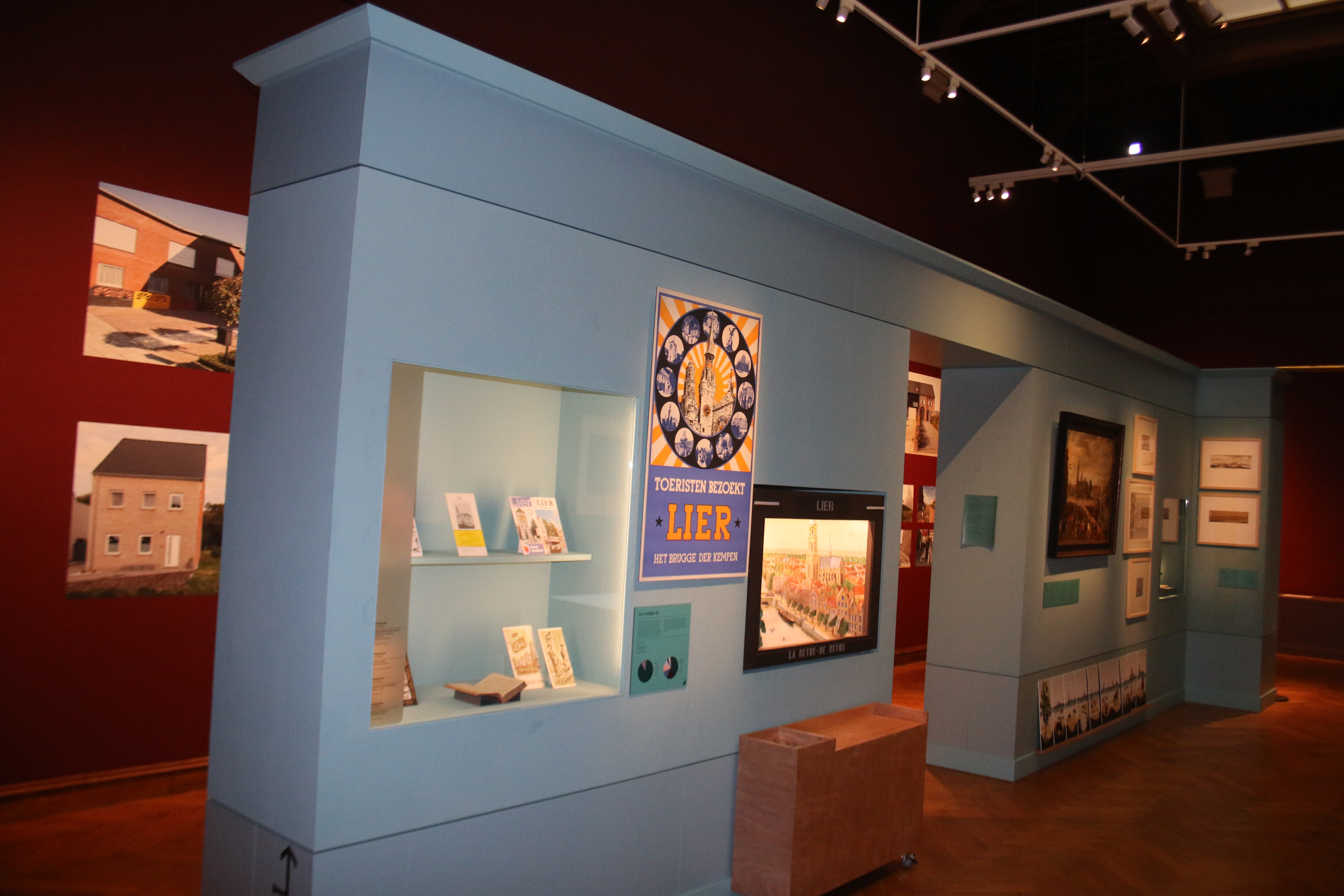
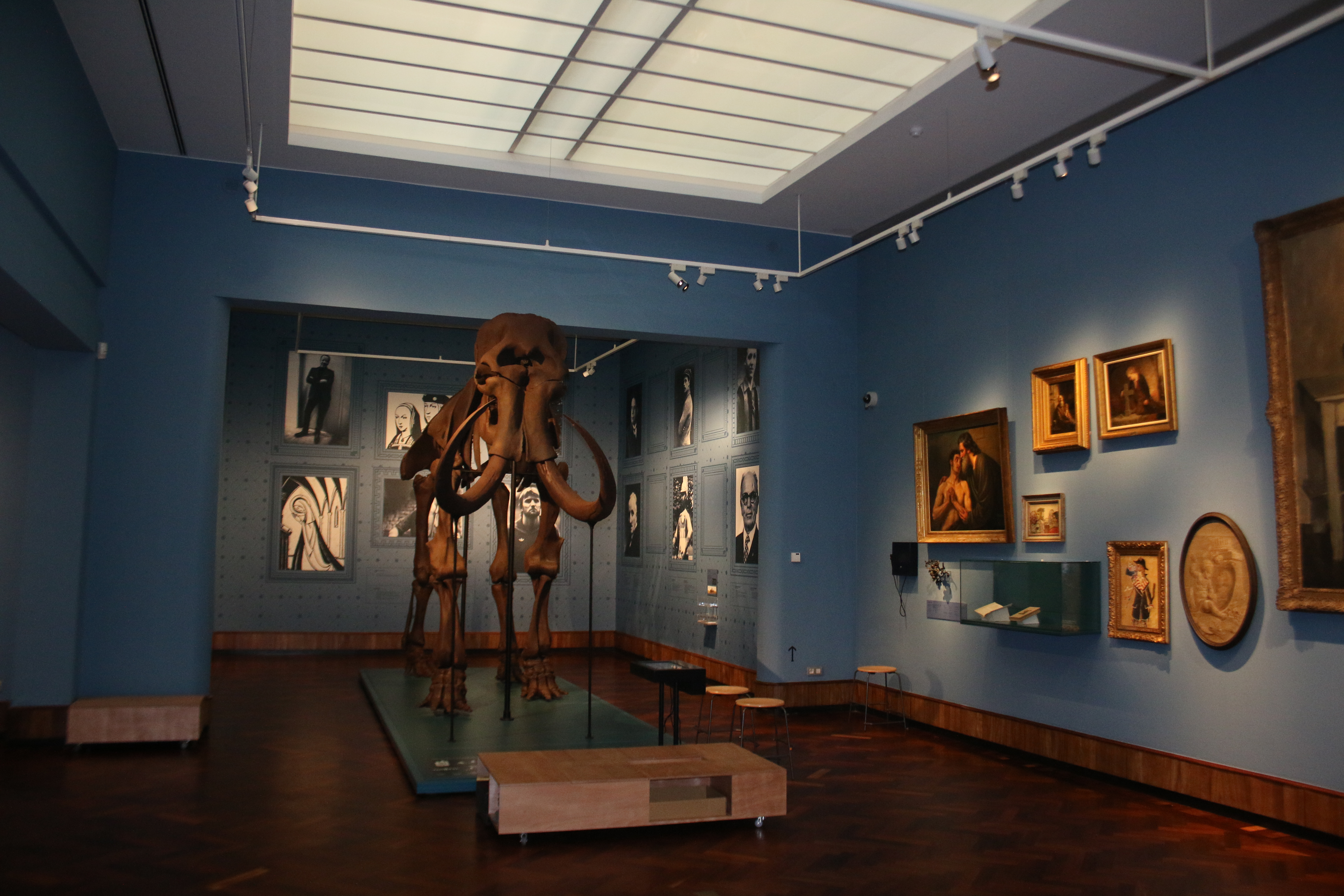
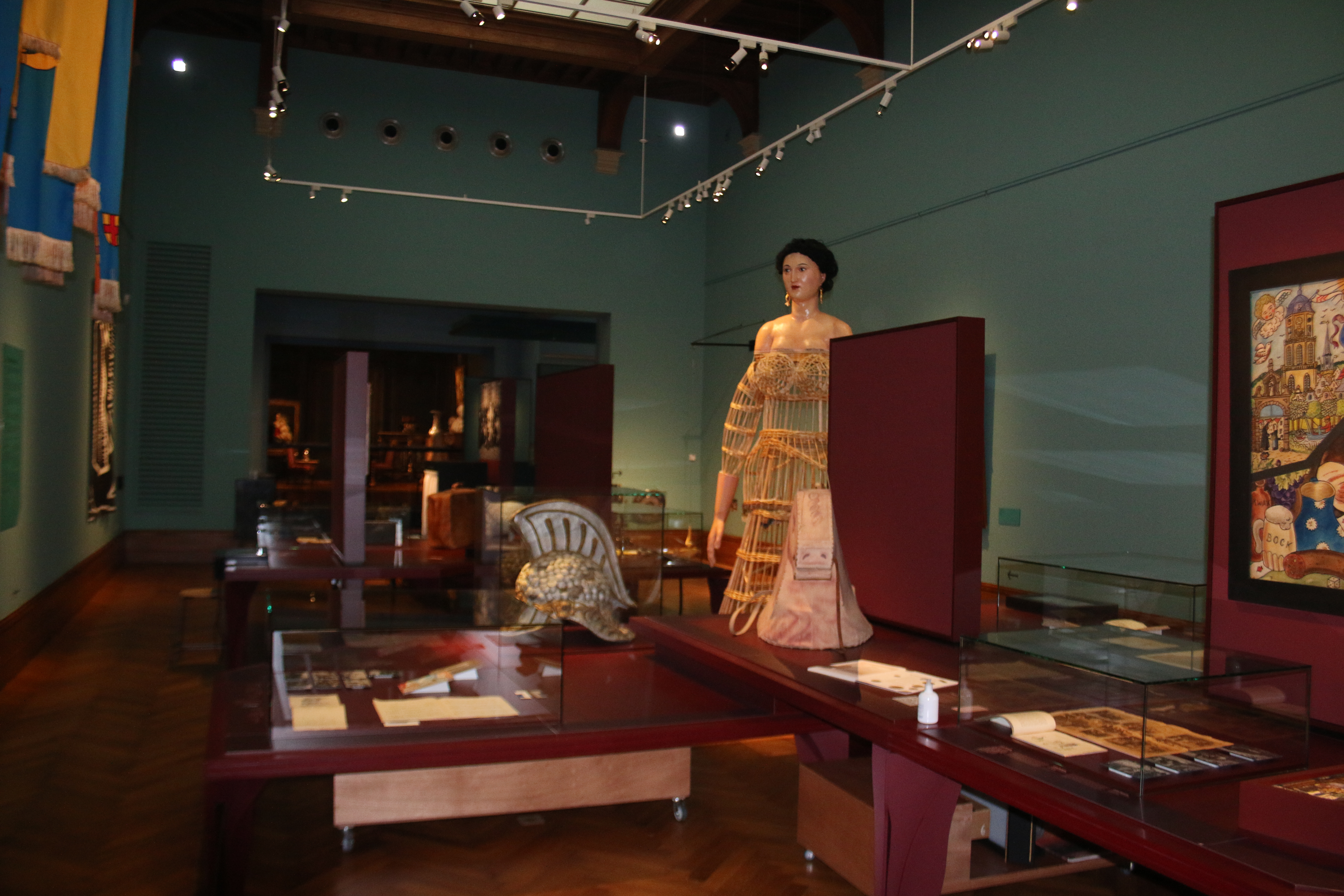
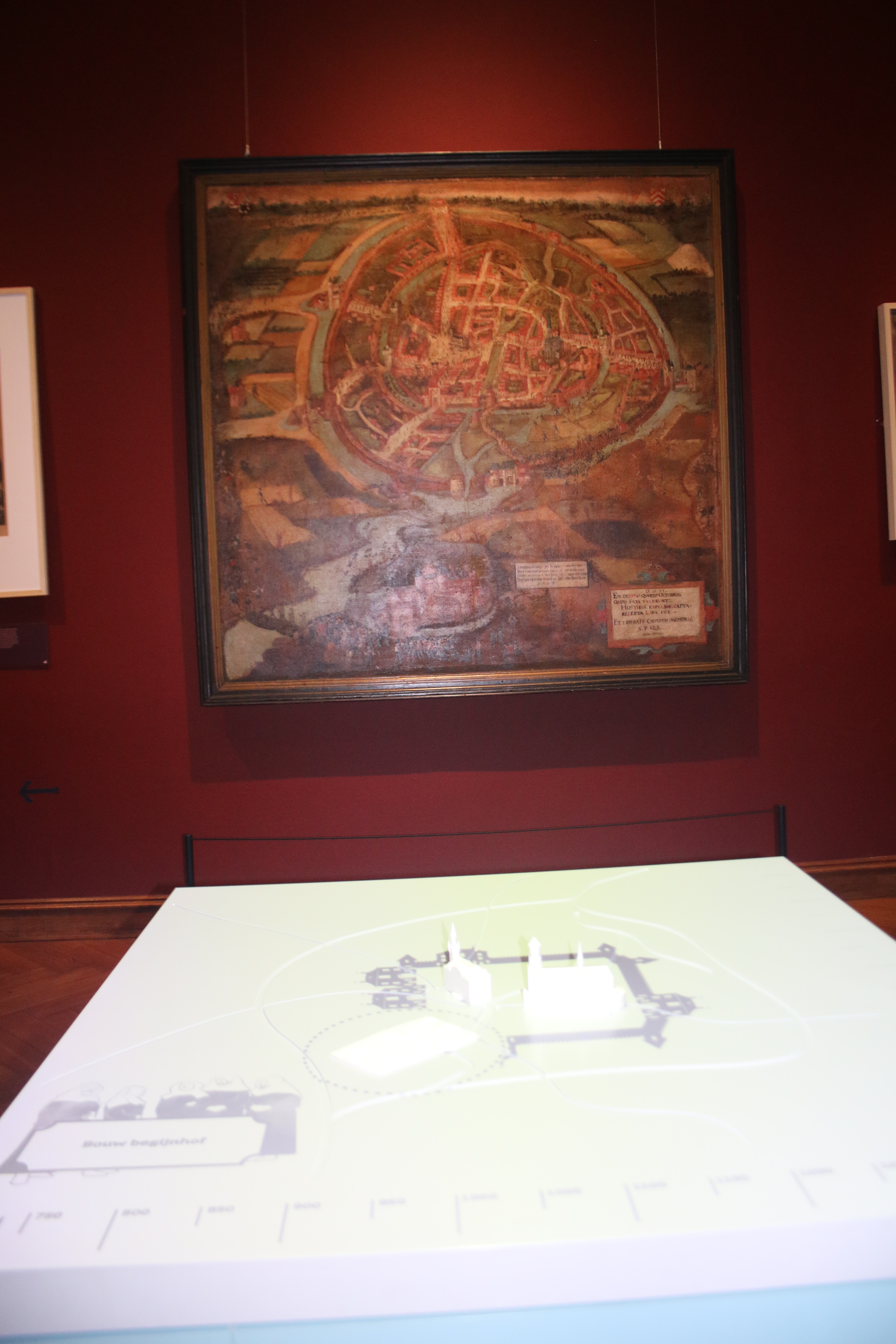

## Bâtiment
Le Stadsmuseum Lier est abrité dans la Stadspeypelinckhuys, un bâtiment situé au numéro 14 de la Florent Van Cauwenberghstraat de la ville de Lierre.
Le bâtiment, de style néo-gothique, date du deuxième quart du xviiie siècle et est remodelé d'après un projet de l'architecte municipal F.-H. Cox entre 1891 et 1892.
Il est protégé en tant que monument depuis 1992.

## Collection

### Collection issue du musée Wuyts-Van Campen & Baron Caroly

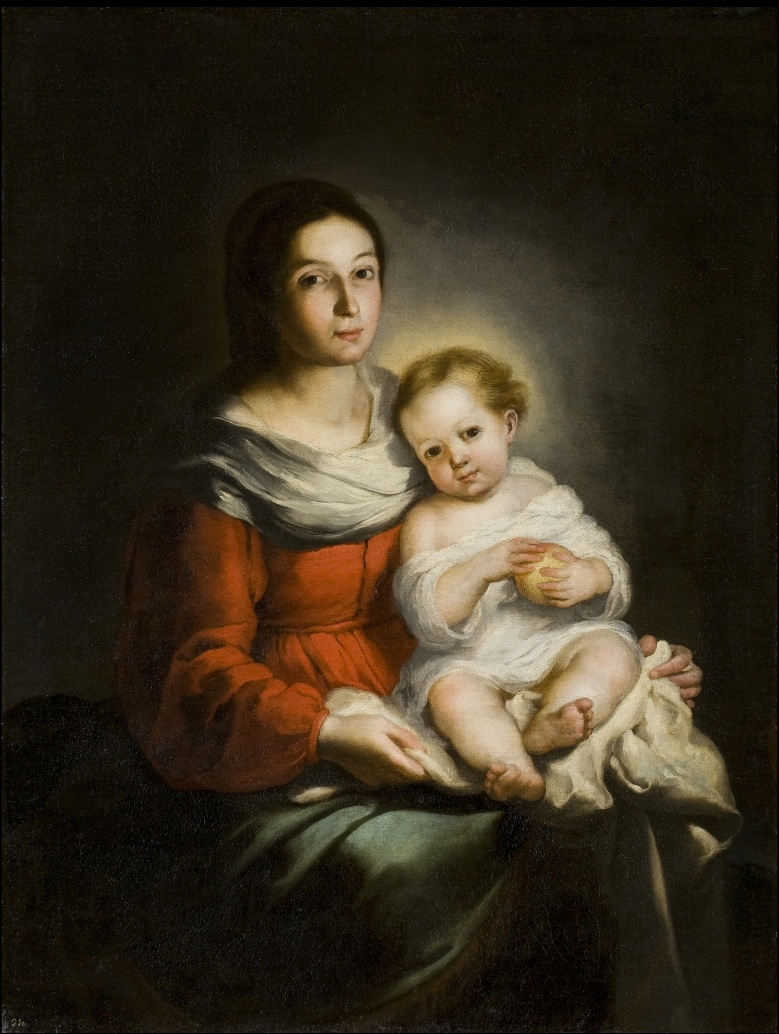
Vierge à l'Enfant, par Bartolomé Esteban Murillo

La collection issue du musée Wuyts-Van Campen & Baron Caroly présente principalement des tableaux des écoles flamande, hollandaise et belge allant du xvie au xxe siècle, parmi lesquels on retrouve un certain nombre d'œuvres de Frans Floris, Pieter Brueghel le Jeune ou encore Pierre Paul Rubens.
En 2009, un chercheur espagnol en visite a découvert qu'une peinture d'une Vierge à l'Enfant conservée dans les réserves du musée est en fait une œuvre ancienne du maître espagnol du xviie siècle Bartolomé Esteban Murillo.
Outre les peintures, la collection comprend également des dessins, des estampes, de l'argenterie et de la céramique. La collection s'est également enrichie d'environ 92 dessins, dont des œuvres italiennes, du legs Verhoeven.

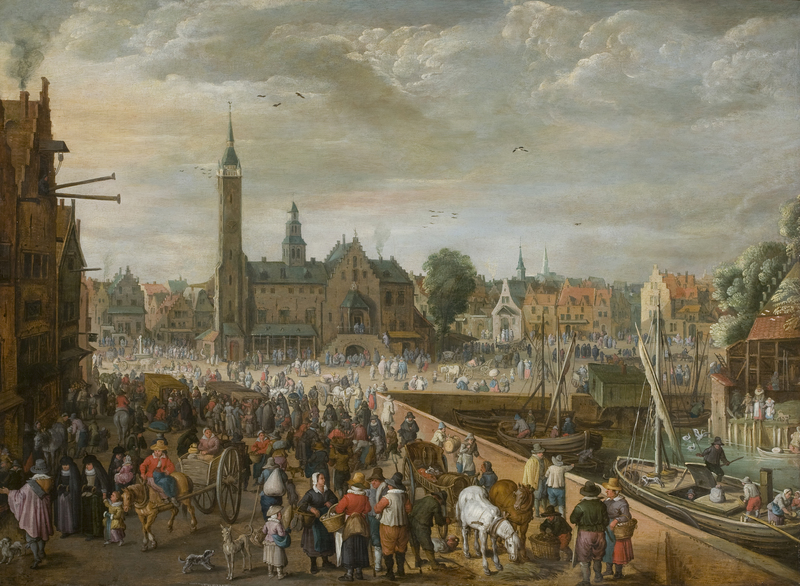
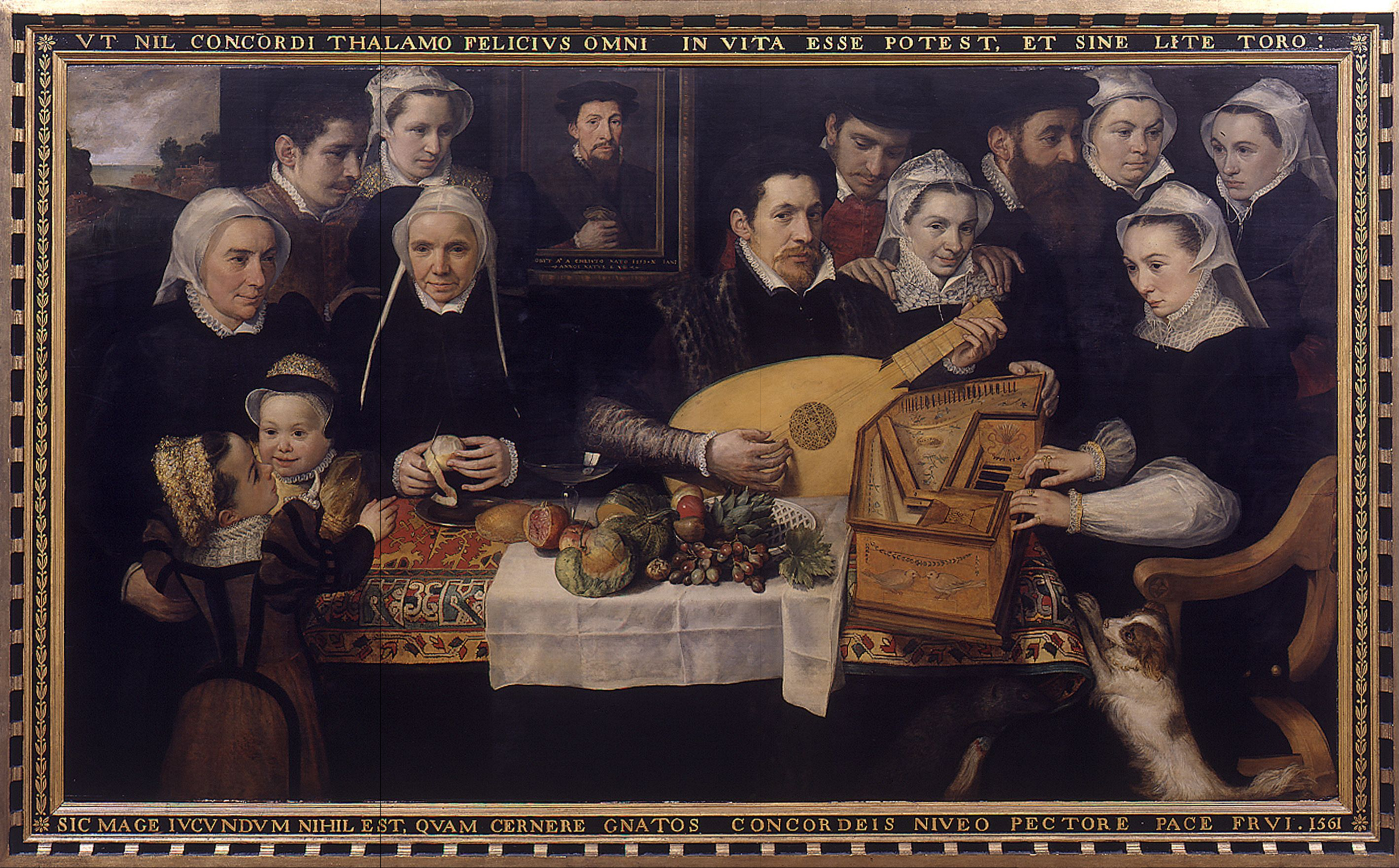
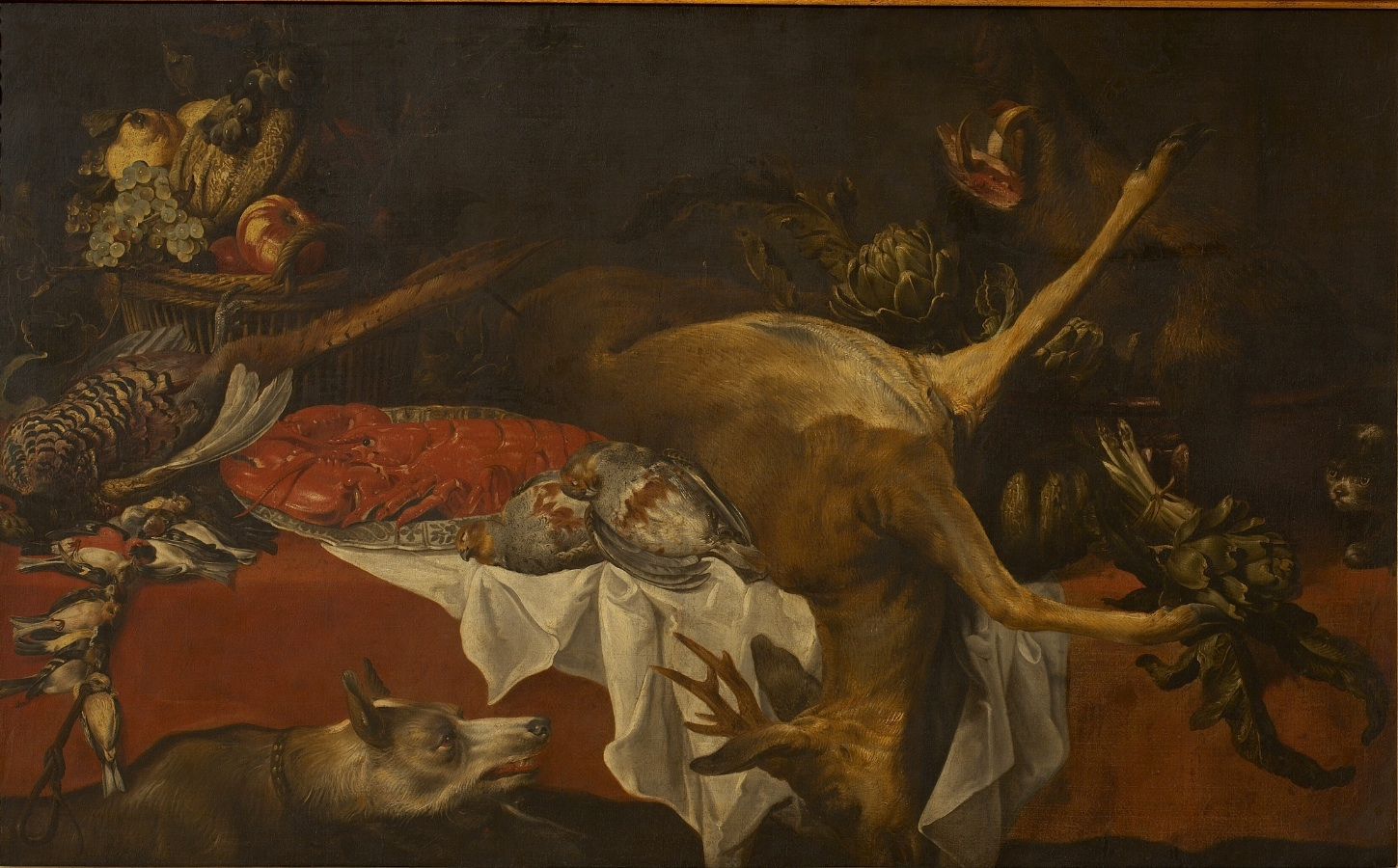
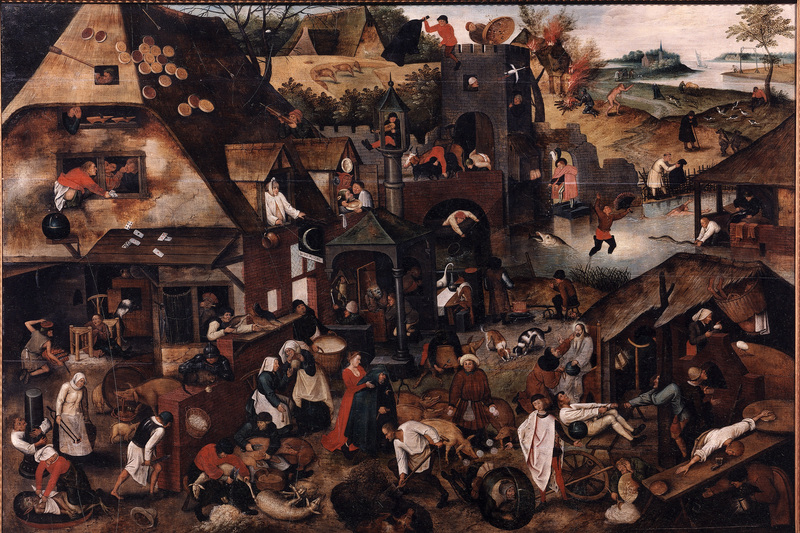

### Collection issue du musée Timmermans-Opsomer
La collection du musée Timmermans-Opsomer retrace l'histoire de la vie culturelle de Lierre du xixe siècle à la première moitié du xxe siècle, grâce à des œuvres ou des objets en lien avec des artistes ayant vécu et travaillé à Lierre à cette époque, notamment :
- Felix Timmermans (1886-1947) : travaux dans diverses publications, traductions, dessins, gravures, lettres, manuscrits, photographies, épreuves, détails personnels, peintures, littérature sur la vie et le travail.
- Isidore Opsomer (1878-1967) : peintures, dessins, gravures, lettres, photographies, littérature sur la vie et le travail, détails personnels.
- Raymond de la Haye (1882-1914) : peintures, dessins, gravures.
- Flor Van Reeth (nl) (1884-1975) : peintures, dessins, documents, photographies.
- Renaat Veremans (nl) (1894-1964) : documents, données personnelles.
- Anton Bergmann (1835-1874) : travaux dans diverses éditions, traductions, lettres, manuscrits, épreuves, détails personnels.
- Louis Van Boeckel (nl) (1857-1944) : ferronnerie.